# 大鷲級巡邏艇
大鷲級巡邏艇（諺文：참수리급고속정／英文：Chamsuri-class patrol vessels）是大韓民國海軍配備的巡邏艇。她們自1978年起開始量產服役，武裝採用全火炮配置，作為當時成本過於高昂的白鷗級飛彈快艇之替換戰力。本級艦曾外銷國外，但大部分國外用戶因接受韓國軍援而採用。

## 簡介
大鷲級原名雁級，其緣由是承襲韓國第一款燕級巡邏艇以鳥類為稱呼的習慣，後因為了強調其勇猛性而以猛禽類的虎頭海雕作為級別代號。
大鷲級的量產代號則稱為“PKM”（中型巡邏獵艦），有兩個規格：201型、301型，而201型因武裝配備又分成前後期，因此大鷲級實際有三款子型號。
201型前期版本使用沿襲二戰規格的開敞式波佛斯60倍徑40快炮與2挺奧瑞崗20機炮，輕兵器則配備2挺M60通用機槍。201後期型將40快炮以更換為美製Emerlec-30雙管30機炮塔（配備奧瑞岡KCB轉輪式機炮），輕兵器則升級為國產的K6重機槍。301型主炮換回40快炮，但快炮更換成封閉式砲塔，20機炮則升級為附砲塔的海火神機炮，所有火炮皆未配備射控雷達，僅採用光學瞄具。
大鷲級的輪機沿襲燕級巡邏艇，採用2具柴油引擎驅動雙軸輸出，但因為船體噸位翻倍因此無法維持38節高速表現，極速最快僅達34節。
大鷲級量產由現代重工業、韓進重工業、韓國塔科馬等造船廠建造，韓國海軍接收了91艘（韓國塔科馬生產54艘，其餘為現代與韓進兩廠生產），含外銷共計量產了101艘。目前本級艦已開始除役，未來將由尹永夏級飛彈艇與PKG-B巡邏艇取代。

## 用戶

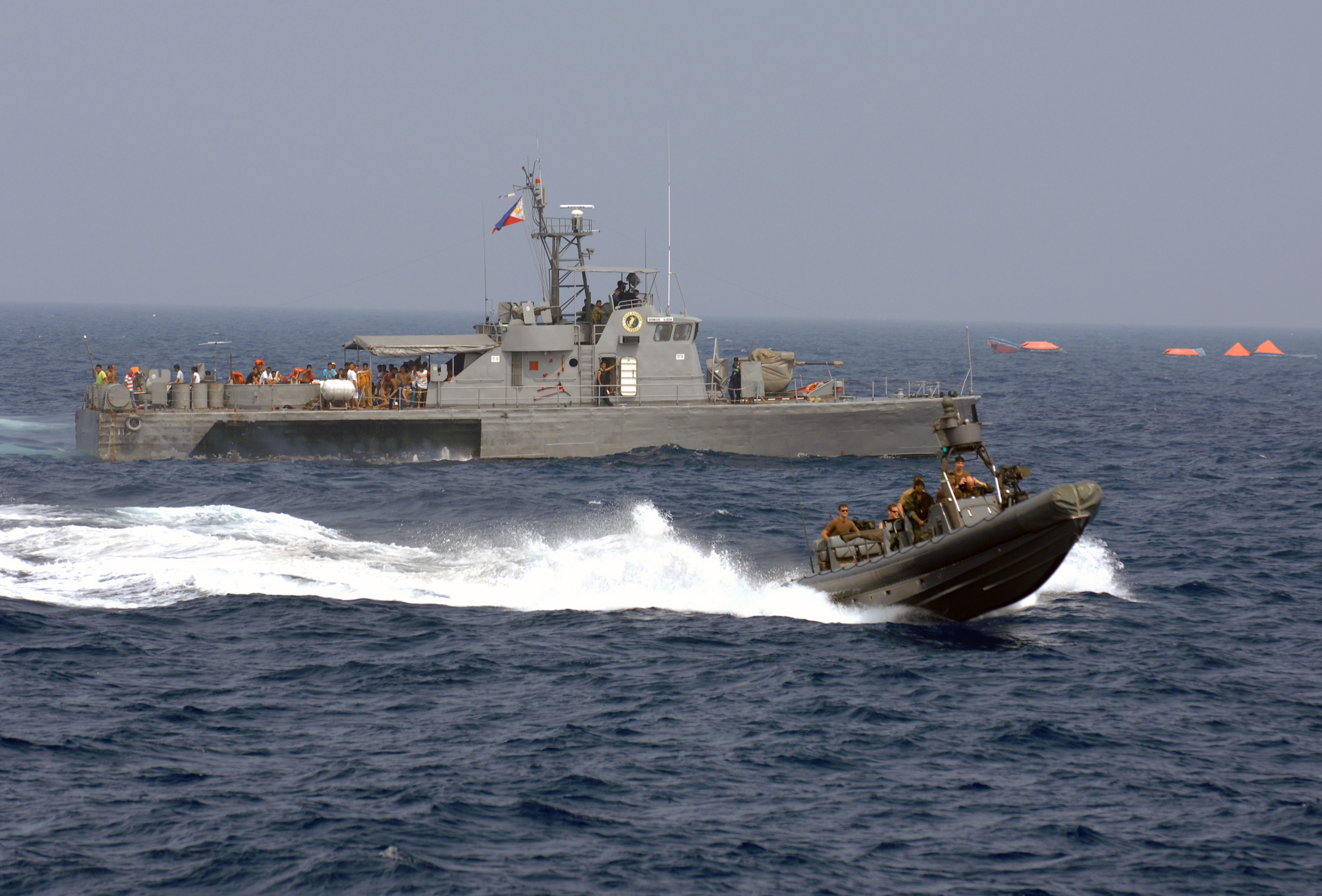
BRP Dioniso Ojeda (PG-117) of the Philippine Navy

- 孟加拉
- 東帝汶
- 加納
- 哈薩克斯坦
- 菲律賓
- 大韓民國